# Città di fondazione nel periodo fascista

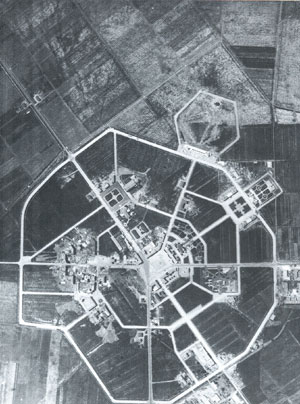
Immagine aerea del 1932 della città oggi chiamata Latina, fondata in quell'anno con il nome di Littoria.

Le città di fondazione nel periodo fascista, ovvero i centri urbani fondati in quell'epoca, hanno delle caratteristiche peculiari legate alle teorie urbanistiche del tempo. Riguardano alcune zone del territorio nazionale del Regno d'Italia e delle sue colonie a partire dal 1928, anno di fondazione di Mussolinia, oggi Arborea, e nei territori dell'Impero dopo la sua fondazione (1936).

## Caratteristiche
Tali centri urbani fanno parte del più vasto fenomeno delle bonifiche integrali che videro la realizzazione di un gran numero di nuovi insediamenti. Solo alcuni di questi hanno però il carattere di complessità di centro urbano residenziale. Gli insediamenti avevano spesso modesta estensione territoriale e demografica e uno specifico carattere rurale, e non erano allora assimilabili, sia per dimensioni che per caratteristiche progettuali, ad una città vera e propria, intesa come insediamento urbano intensivo, separato dalla campagna, sede di attività economiche di vario tipo, luogo di integrazione, concentrazione ed interrelazione tra varie funzioni ed istituzioni. La più frequente tipologia insediativa corrispondeva infatti ad un centro di servizi posto all'interno di un'area d'insediamento agricolo sparso, in cui le case rurali sono poste direttamente sull'appezzamento agricolo assegnato alla famiglia colonica. Il centro di aggregazione non aveva carattere residenziale, ma comprendeva edifici pubblici (chiesa, casa del fascio, ambulatorio, a volte municipio, caserma della milizia e scuola) e servizi (consorzio agrario, spaccio, barbiere, locanda), organizzati intorno ad una piazza o ad un asse viario.
La consolidata definizione di "città di fondazione" non comprende quindi, anche alla luce di recenti studi, riscoperte e pubblicazioni, la complessità ed il gran numero di urbanizzazioni di varia tipologia insediativa programmate nel contesto di pianificazione territoriale ed agricola di più ampia scala della "bonifica integrale" che prevedeva la bonifica idrica o il disboscamento di aree vaste, la suddivisione del territorio agricolo in appezzamenti fondiari e l'infrastrutturazione del territorio.
Fecero eccezione alcune città fondate nel Lazio, come Littoria (oggi Latina), poste all'interno di una vasta area d'insediamento (Agro Pontino) che necessitava di servizi di maggior scala, ed altre in Sardegna come Carbonia, sorte per finalità diverse da quelle agricole.

## Scopi e presupposti politici ed ideologici
L'intensa attività di fondazione di questi nuovi insediamenti e le loro caratteristiche, nascevano da specifici caratteri dell'ideologia fascista ed in particolare dalle istanze antimoderne ed antiurbane che caratterizzavano una parte del movimento, senza per questo esaurirne la complessità.
Le nuove fondazioni avevano quindi carattere di piccoli centri rurali, nell'ottica di un tradizionalista ritorno alla terra e alla civiltà contadina, che il fascismo mostrava di preferire alla grande urbanizzazione, nonostante una parte di esso si presentasse come modernista.
Tale antiurbanesimo fu chiaramente espresso nel "Discorso dell'Ascensione" pronunciato da Mussolini al parlamento il 26 maggio 1927 in cui si metteva l'accento sulla necessità di limitare la crescita urbana, l'inurbamento del proletariato e lo spopolamento delle campagne al fine di combattere la denatalità.

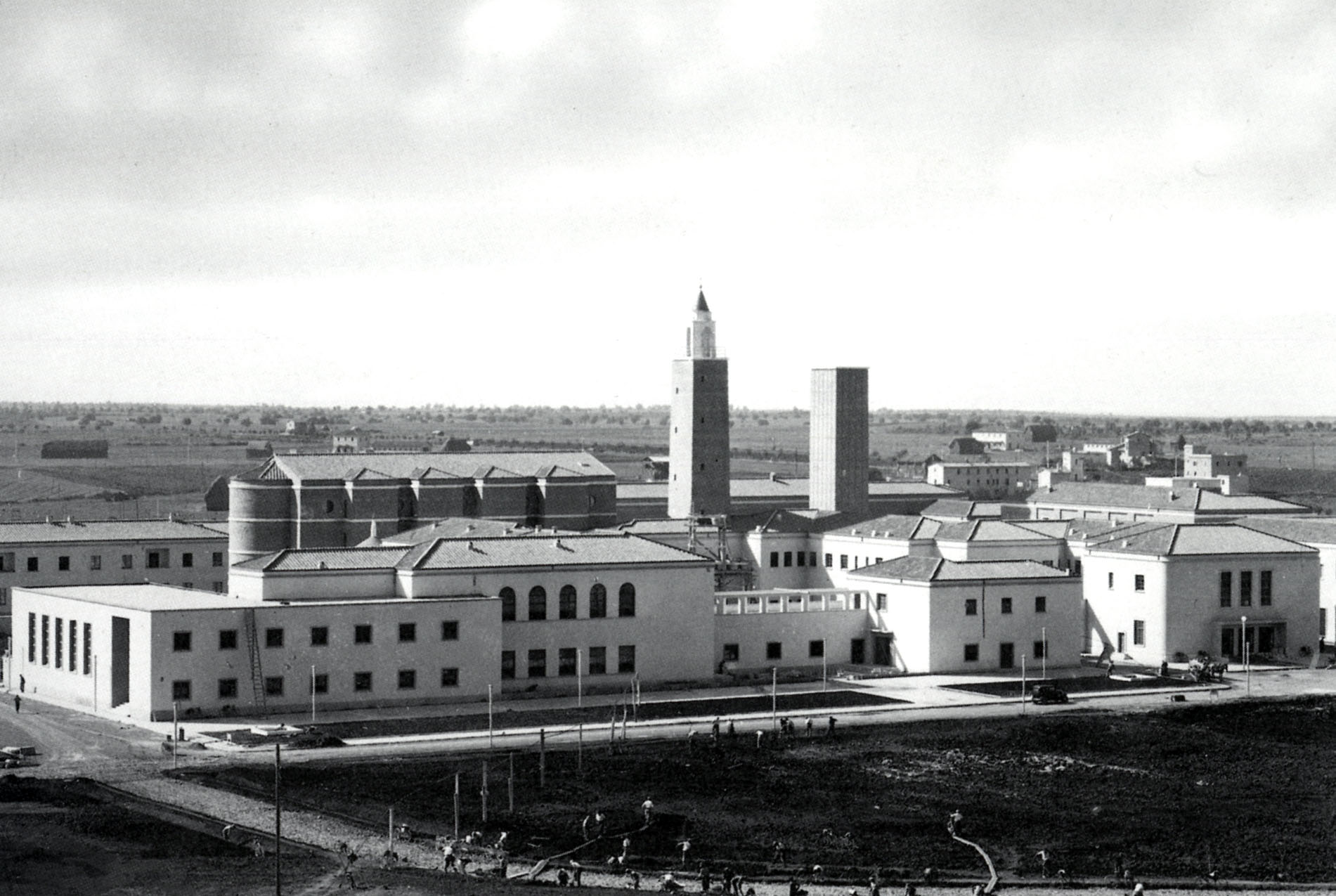
Aprilia nel 1936

La creazione di nuove possibilità di sfruttamento agricolo avrebbe, nelle intenzioni, creato una classe sociale di piccoli mezzadri o proprietari agricoli, legati alla terra con tutta la famiglia, immuni alla crisi d'identità causata dal rapporto salariale e dall'inurbamento, tematica già oggetto di uno dei libri fondativi delle ideologie totalitarie, Il tramonto dell'Occidente, di Oswald Spengler, ammiratissimo da Mussolini. La mezzadria fu vista come esempio e origine del corporativismo e propugnata fortemente. Si sperava quindi che la ruralizzazione avrebbe combattuto la denatalità, vista come degenerazione, ed i disordini sociali.
Le aree necessarie a realizzare gli interventi venivano recuperate quasi sempre attingendo a terreni demaniali incolti o da bonificare che venivano ceduti all'ente incaricato della bonifica, spesso l'O.N.C. (Opera Nazionale Combattenti) che provvedeva alla pianificazione, all'appoderamento ed all'assegnazione dei vari appezzamenti a famiglie di mezzadri che avrebbero nel tempo ripagato gli investimenti iniziali e anche riscattata la proprietà.
I nuovi centri avevano uno scopo economico e sociale, in quanto volevano essere centri propulsivi dello sviluppo (agricolo o industriale, a seconda dei casi) di zone precedentemente poco o nulla abitate, come l'Agro Pontino e il Metapontino. Molti sorsero in aree agricole appena bonificate o espropriate al latifondo, altre sorsero come borghi di minatori, come accadde in Sardegna e in Istria. La fondazione di nuovi centri rappresentò in breve un'operazione di grande valenza propagandistica per il regime, nonostante le primissime fondazioni (fra tutte quella di Littoria) si fossero svolte in un clima di contrasto e con la parziale contrarietà dello stesso Mussolini, fautore inizialmente di una politica e di una propaganda radicalmente anti-urbana, tradottasi successivamente in forme più moderate.

## Urbanistica

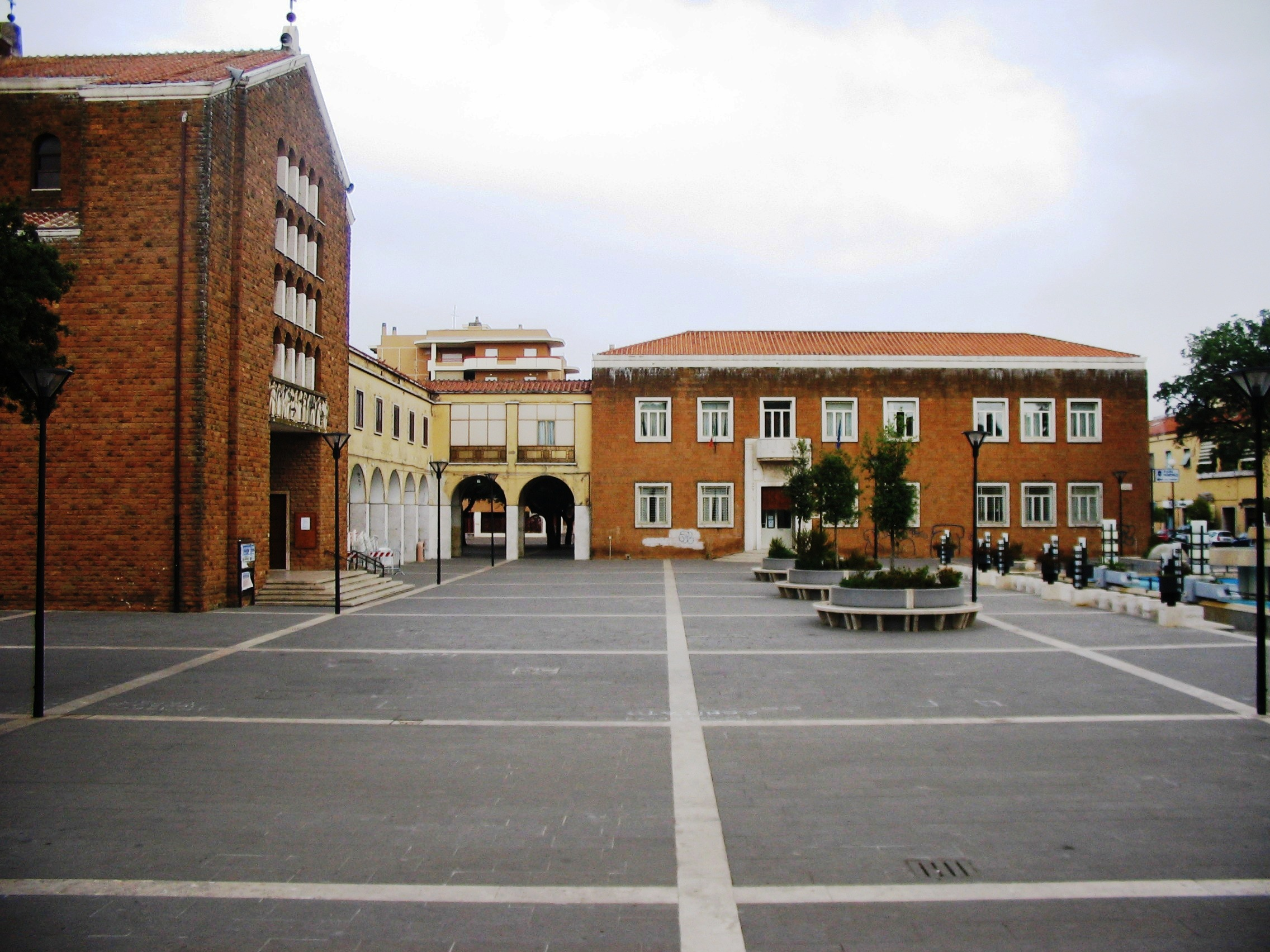
Il centro di Pomezia

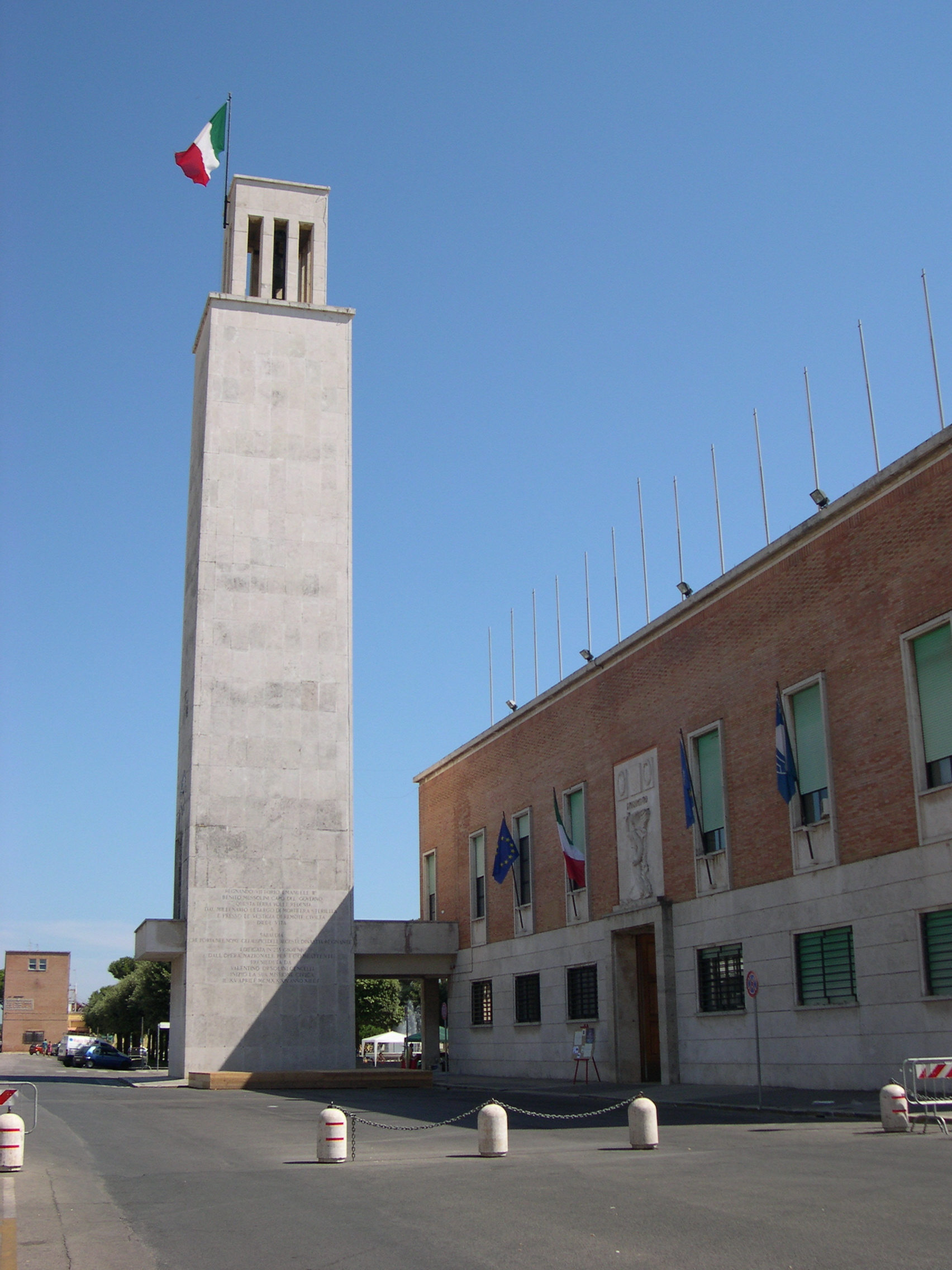
Torre Littoria a Sabaudia, oggi Torre civica.

I nuovi centri, in particolar modo i più grandi, erano costruiti a partire da un modello base: una piazza centrale, nella quale era presente una "Torre Littoria", attorno alla quale venivano eretti gli edifici pubblici principali (il municipio, la chiesa, la casa del fascio, la caserma della Milizia Volontaria per la Sicurezza Nazionale (MVSN), l'ufficio postale, la scuola) e così via. Intorno a questo nucleo centrale si estendevano, nei centri più grandi, i quartieri abitati veri e propri, mentre nei centri rurali si passava direttamente alle campagne appoderate.

## Architettura
L'architettura degli insediamenti di fondazione riflette la complessità del panorama architettonico italiano degli anni trenta, in cui convivevano le istanze del razionalismo europeo più rigoroso, con il cosiddetto stile "novecento" che perseguiva una rilettura della tradizione, per tacere delle posizioni più accademiche.
Tra tali posizioni vigeva un'accesa polemica che non impediva compromessi e ibridazioni sulla strada di ricerca di un  razionalismo "italiano" portata avanti, per esempio da Libera e sull'attenzione per l'architettura spontanea "mediterranea".
Questo scontro e questa contemporanea ricerca di conciliare modernità e tradizione si possono ravvisare per esempio nella realizzazione dei cinque maggiori centri dell'Agro Pontino. Littoria fu progettata da Oriolo Frezzotti in uno stile eclettico e monumentale in cui spiccano solo due edifici di Angiolo Mazzoni con caratteri che richiamano il futurismo. Dopo le critiche dei razionalisti per la seconda città, Sabaudia, viene bandito un concorso, vinto, tra le polemiche, da un gruppo di giovani progettisti che propone un linguaggio razionalista, sia pure con qualche elemento novecentista. Il terzo centro, Pontinia, viene affidata all'ufficio tecnico dell'ONC, per evitare le polemiche che avevano provocato anche una gazzarra in Parlamento, ma il risultato è una contaminazione poco riuscita di razionalismo con forme vernacolari. Per Aprilia e Pomezia si ritorna al concorso a cui partecipano progetti molto interessanti (Libera e Muratori-Quaroni), anche se vincono i progetti del collettivo 2PST (Concezio Petrucci, Mario (Mosè) Tufaroli, Emanuele Filiberto Paolini e Riccardo Silenzi), già autori di Fertilia, progetti spesso definiti piuttosto anonimi e vernacolari.
La polemica tra il razionalismo di Sabaudia, "la vuota magniloquenza" di Littoria e "il falso folclore imitativo dei cosiddetti stili minori" o "l'insulso populismo ruralista" di Pontinia o di Aprilia, continuò nel dopoguerra e restituisce la complessità di un dibattito architettonico che coinvolse tutte le realizzazioni di quel decennio e che oggi può sfuggire portando a confondere in un generico stile razionalista, le forme architettoniche prive di ornamenti architettonici, se non i simboli del regime (aquile e fasci) in altorilievi sui muri o sulle pavimentazioni, che tanto richiamano la pittura metafisica.

## Popolamento
Il popolamento delle nuove città veniva pianificato in ragione delle dimensioni dell'area e della funzione produttiva principale per essa prevista. Per le aree rurali si parla di "colonizzazione", specialmente nel caso di aree paludose bonificate o di ex latifondi, appoderate secondo il modello "a poderi diffusi": queste nuove aree rurali furono popolate principalmente da cittadini provenienti da zone dell'Italia settentrionale caratterizzate da un'agricoltura tradizionale più avanzata, ma depresse dalla crisi economica: in particolare da Friuli, Veneto, Emilia, Romagna e Marche; v'erano però anche famiglie autoctone o prossime dell'area appoderata, come accadeva in modo particolare per le bonifiche dell'Italia meridionale, ossia del foggiano, del metapontino e del latifondo siciliano.

## Città di fondazione nel periodo fascista in Italia

### Lazio
Le bonifiche integrali attuate nel Lazio, soprattutto nell'Agro Pontino, rappresentarono un momento importante nella politica economica e nella propaganda del regime. Le attività di bonifica proseguivano analoghe iniziative avviate già sotto il governo Nitti. L'attività insediativa comprese anche centri urbani importanti (Littoria [dal 1945 Latina], Sabaudia, Pomezia, Aprilia, Pontinia e Guidonia) sorti senza un ordine prestabilito, ma piuttosto seguendo le esigenze che man mano ponevano la bonifica, l'infrastrutturazione e l'insediamento agricolo. Altri centri importanti furono Colleferro (1935) e San Cesareo (1928). Tuttavia la maggior parte dei nuovi nuclei d'insediamento fu costituita da piccoli centri di servizio a cui facevano capo le aree agricole appoderate. Numerosi furono invece i centri minori, oggi piccole frazioni abitate ed all'epoca centri di servizio per le attività rurali.
Si riporta un elenco non esaustivo di tali insediamenti, recentemente oggetto di riscoperta storica e culturale.
 Provincia di Latina 

Littoria nella prima fase dello sviluppo urbano

Sabaudia in una foto storica

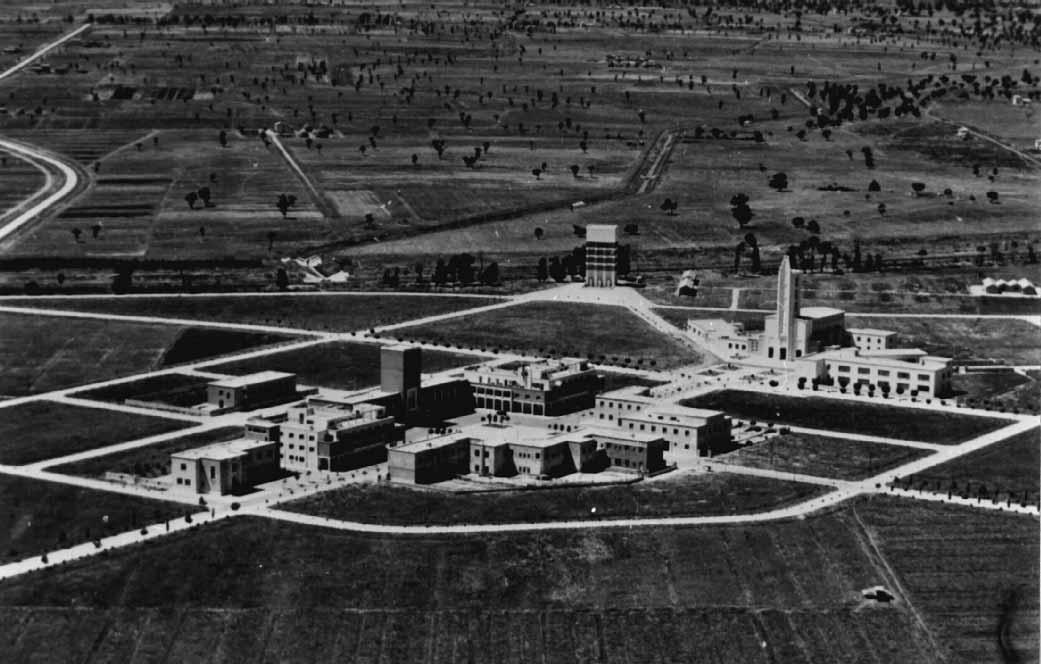
Pontinia

Le città edificate nell'Agro Pontino furono cinque: Littoria (Latina dal 1945), Sabaudia, Pontinia, Aprilia e Pomezia.
Ad esse possiamo aggiungere Guidonia nell'Agro romano e Colleferro, sorta per motivi produttivi industriali.
Da notare che i centri urbani sorsero per evidenti esigenze infrastrutturali e nonostante una certa resistenza dello stesso Mussolini, che preferiva chiamarli centri comunali e non "città", a causa dell'ideologia "ruralista" ed antiurbana che improntava la politica fascista di quegli anni.
- Littoria, ora Latina, (capoluogo comunale e provinciale) fu fondata nel 1932 come un modesto centro per 5 000 abitanti e fu inaugurata nel dicembre dello stesso 1932 con un discorso di Mussolini, in cui egli pronunciò il famoso slogan: "L'aratro traccia il solco, ma è la spada che lo difende". Nel medesimo discorso, lo stesso Mussolini annunciò che Littoria si sarebbe sviluppata ulteriormente fino a raggiungere 500 000 abitanti e diventare il centro dell'Agro Pontino e nuova provincia e che sarebbero sorti altri centri urbani.
- Sabaudia fu fondata nel 1934, sul litorale, per diventare il centro di un'altra area della bonifica. Fu realizzata secondo un piano più moderno rispetto a Latina ed ha sempre goduto di miglior letteratura negli studi storico-urbanistici.
- Pontinia, progettata dall'ufficio tecnico dell'ONC al centro della zona sud-ovest della bonifica, fu rapidamente realizzata tra il 1934 ed il 1935. Presenta dimensioni modeste e una struttura molto semplificata, con un centro cittadino ed un'area residenziale di 3 000 abitanti, in uno schema ortogonale che segue il tracciato reticolare della bonifica e assi diagonali che penetrano verso le piazze centrali[17].
- Aprilia, costruita a partire dal 1935. Scorporata dal comune di Roma[18], divenne città di fondazione il 25 aprile 1936.
- Borgo San Michele, 1928-1932, frazione del comune di Latina.
- Borgo Grappa, 1929-1931, frazione del comune di Latina.
- Borgo Sabotino, 1929-1932, frazione del comune di Latina.
- Latina Scalo, 1929-1934, frazione del comune di Latina.
- Borgo Piave, 1931-1933, frazione del comune di Latina.
- Borgo Montello, 1932-1933, frazione del comune di Latina.
- Borgo Bainsizza, 1932-1933, frazione del comune di Latina.
- Tor Tre Ponti, 1932-1933, frazione del comune di Latina.
- Borgo Santa Maria, 1932-1937, frazione del comune di Latina.
- Borgo Podgora, 1933, frazione del comune di Latina.
- Borgo Faiti, 1933-1935, frazione del comune di Latina.
- Borgo Isonzo, frazione del comune di Latina.
- Chiesuola, frazione del comune di Latina.
- Borgo Flora, 1934, frazione del comune di Cisterna di Latina.
- Borgo Hermada, 1934, frazione del comune di Terracina.
- Borgo Pasubio, frazione del comune di Pontinia.
- Borgo Montenero, frazione del comune di San Felice Circeo.
- Borgo San Donato, frazione del comune di Sabaudia.
- Borgo Vodice, frazione del comune di Sabaudia.

 Provincia di Rieti 
- Borgo San Pietro, 1940 (frazione di Petrella Salto, ricostruito dopo l'erezione della diga del Salto e la conseguente sommersione del borgo medievale da parte del bacino artificiale).

 Provincia di Roma 
1923
- Ostia, comune di Roma

1927
- Acilia, comune di Roma
- Maccarese, comune di Fiumicino[19]
- San Cesareo (capoluogo comunale)[20]

1934-1935
- Colleferro
- EUR, comune di Roma

1937
- Guidonia, comune di Guidonia Montecelio, nacque, al contrario delle altre città, fuori dall'Agro Pontino e per finalità residenziali a servizio del personale militare e civile dell'aeroporto di Monte Celio. Fu inaugurata nel 1937 e prevedeva 4 000-5 000 abitanti, con un impianto urbanistico ortogonale, ed architetture moderatamente moderne di Alberto Calza Bini[21].

1938-1939
- 1938 - 29 ottobre 1939: Pomezia, capoluogo comunale

1939
- 27 maggio: Villaggio Breda, villaggio industriale sulla Via Casilina, Roma

### Alto Adige
Riassumendo la questione altoatesina, il fascismo, a sostegno della politica di italianizzazione dell'Alto Adige, puntò sulla costruzione di alcuni "villaggi" per ospitare i lavoratori immigrati da altre regioni d'Italia: a Merano con la costruzione di alcuni villaggi periferici e qualche fabbrica, mentre a Bolzano con un piano regolatore che prevedeva l'ingrandimento della città dai 30 000 ai 100 000 abitanti circa, con la costruzione di una zona industriale e di tre rioni ospitanti gli operai (Dux e Littorio) e la classe dirigente (Venezia).

### Veneto
Provincia di Padova 
1937
- Fratelli Grinzato,[22] comune di Vigonza

1938
- Candiana-Borgo Littorio,[23] (provincia di Padova, Veneto)

 Provincia di Venezia 
1922-1930
- Villaggio Costanzo Ciano,[24] località di Cortellazzo, Jesolo

1938
- Ca' Brentelle, località del comune di Venezia
- Ca' Sabbioni, località del comune di Venezia

 Provincia di Verona 
1939
- Borgo Roma, in località Tomba, Verona[senza fonte]

 Provincia di Vicenza 
- Pasubio, presso Schio, in (provincia di Vicenza, Veneto)[senza fonte]

### Friuli-Venezia Giulia
Nel Friuli spicca l'esperienza urbanistica di Torviscosa, in provincia di Udine, progettata e realizzata a partire dal 1937.
La fondazione del nuovo centro in terreni di bonifica fu il risultato dell'accordo tra un investitore privato, la “Società Anonima Agricola Industriale per la produzione Italiana di Cellulosa” dell'imprenditore Franco Marinotti, ed il governo fascista. L'insediamento era finalizzato ad un impianto di produzione di cellulosa e di fibre da essa derivate, a partire da piantagioni di canne. Unisce cioè caratteristiche rurali con altre industriali, anche se l'impianto e l'immagine del centro urbano sono determinate dalla centralità dello stabilimento.
Il centro nacque tra il 1937 ed il 1938 con la definitiva bonifica delle paludi, effettuata a partire dal 1927, e la fondazione di una fabbrica per la produzione di cellulosa, ricavata dalla lavorazione della canna gentile (Arundo donax) di cui il territorio è ricco, che viene poi utilizzata nella fabbricazione di fibre artificiali; il tutto nel quadro della politica di autarchia inaugurata dal fascismo negli anni trenta. Nel 1940 fu istituito il nuovo comune di Torviscosa, separandone il territorio da quello di San Giorgio di Nogaro.
- Fossalon (1928), frazione di Grado, provincia di Gorizia[25]
- Punta Sdobba o Sdobba (1928), frazione di Grado[26]

- Borgo Brunner, frazione di Aquileia[senza fonte]

* Aquilinia, (1988) località Zaule, Muggia

### Emilia-Romagna
Provincia di Bologna 
- Villaggio della Rivoluzione (1938) nel Quartiere Saragozza in Bologna

 Provincia di Forlì 
1925-1927

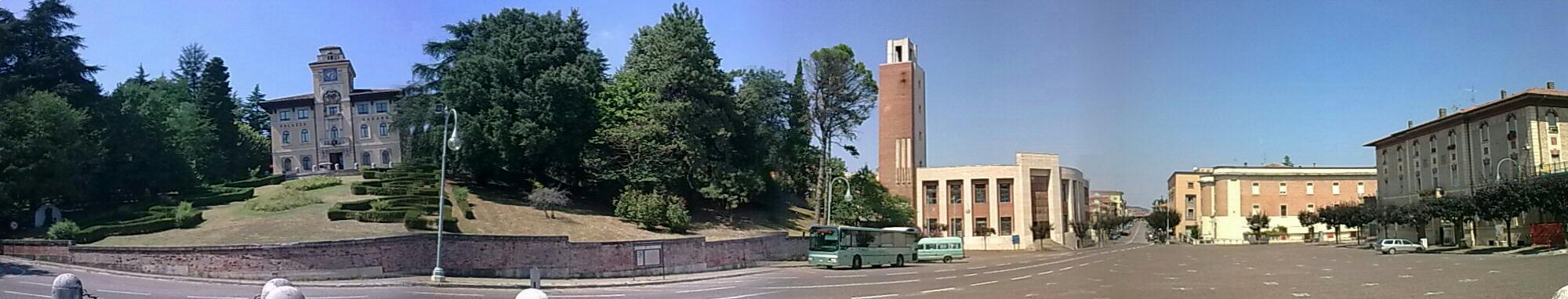
Veduta panoramica di Predappio Nuova, oggi Predappio, dal sagrato della Chiesa

- Predappio Nuova, in località Dovia, parte di Predappio. Il 30 agosto 1925 Dovia divenne capoluogo del Comune. Prima era capoluogo comunale l'odierna frazione di Predappio Alta, l'antica Pietra d'Appio, dove sorge anche il castello medioevale. La "Predappio Nuova", oggi semplicemente "Predappio", venne costruita durante il Ventennio fascista con la partecipazione di grandi personalità, quali Florestano Di Fausto, Cesare Bazzani, Cesare Valle, Arnaldo Fuzzi e Gustavo Giovannoni. Nel 1925 il comune di Fiumana si unì a quello di Predappio, divenendone una frazione; in tal modo, il comune di Predappio confinò direttamente con quello di Forlì, situazione direttamente funzionale agli intenti propagandistici del Regime: celebrare i luoghi natali del Duce, ossia la rinnovata Predappio, ed il capoluogo provinciale, ossia Forlì, che divenne in tal modo la Città del Duce.[27]

1927-1932
- Vari quartieri di Forlì, centro urbano destinato ad essere la Città del Duce, ossia una seconda Roma e una vetrina di rappresentanza per il Regime; ad esempio, l'intero asse fra la nuova stazione ferroviaria (del 1927) ed il Piazzale della Vittoria, col monumento alla Vittoria, inaugurato nel 1932 da Mussolini in persona in occasione delle celebrazioni per il Decennale del Regime.

 Provincia di Ferrara 
- Tresigallo 1935–39, città agroindustriale di Edmondo Rossoni, all'epoca ministro dell'agricoltura
- Anita, presso Valli di Comacchio e Alfonsine, nel comune di Argenta
- 4 novembre: Volania, presso l'argine dello Spino, nel comune di Comacchio

 Provincia di Modena 
1939
- Costanzo Ciano, in località Fossoli, frazione del comune di Carpi[28]

 Provincia di Reggio Emilia 
Reggio Emilia
Insediamenti Ifacp:
- Villaggio Costanzo Ciano, nel dopoguerra denominato Villaggio Sergio Stranieri, posto in località Villa Ospizio, presso Reggio Emilia[29]
- Villaggio Principe di Napoli, nel dopoguerra denominato Villaggio Adriano Catellani, posto in località Migliolungo di San Pellegrino, presso Reggio Emilia (oggi demolito e sostituito dal quartiere Betulla 21[30])[31]
- Villaggio Arnaldo Mussolini, nel dopoguerra denominato Villaggio Enrico Foscato, posto in località Roncina, presso Reggio Emilia (in parte demolito e sostituito da nuove abitazioni)[32][33]
- Quartiere operaio semi-rurale Filippo Corridoni, nel dopoguerra villaggio Umberto Pistelli, posto in località Santa Croce presso Reggio Emilia[34]
- Quartiere Le Delizie di Villa Cavazzoli, posto in via Pietro Mascagni, in località Cavazzoli "Sud" (oggi Regina Pacis), presso Reggio Emilia[35][36]
- Quartiere Le Tagliate, posto in viale Magenta, a nord del quartiere Gattaglio, presso Reggio Emilia[37]
- Quartiere di via Doberdò, posto in Villa Ospizio, presso Reggio Emilia

### Toscana
Provincia di Grosseto 
1925-1933
- Alberese, frazione di Grosseto[senza fonte]

1930
- Albinia, frazione di Orbetello

1932
- Ampio, frazione di Castiglione della Pescaia
- Spergolaia, località di Grosseto

1933
- Niccioleta, villaggi minerari, comune di Massa Marittima
- Ribolla, villaggi minerari, comune di Roccastrada[senza fonte]

 Provincia di Pisa 
1925-1933
- Calambrone, frazione di Pisa[38]
- 1925 - 3 novembre 1932: Tirrenia, frazione di Pisa
- Tomba (Toscana)[senza fonte]

### Umbria
Provincia di Perugia
1936-1937
- Villaggio Operaio dell'Elce, frazione operaia di Perugia[39]

### Marche
Provincia di Pesaro-Urbino
- Metaurilia, frazione di Fano (1938). Realizzata nell'ambito di un piccolo intervento di bonifica integrale su terreni comunali, presso il Metauro, che ebbe esiti deludenti[40]. Il centro presenta un insolito schema con le case coloniche identiche disposte a distanze costanti lungo la strada statale Adriatica.

### Abruzzo
In Abruzzo furono fondati due centri, poco conosciuti. Il primo, originariamente denominato Salle del Littorio (oggi Salle Nuova, frazione di Salle), in provincia di Pescara, fu realizzato a partire dal 1936, a seguito di movimenti franosi che avevano investito il nucleo altomedievale del paese. Il secondo, Aielli Stazione (frazione di Aielli), in provincia dell'Aquila, fu fondato anch'esso in sostituzione di un nucleo antico. Nel 1934, inoltre, il fascismo promosse la realizzazione di un piccolo insediamento, Fonte Cerreto (frazione dell'Aquila), con annessa stazione turistica a servizio della funivia del Gran Sasso d'Italia e degli impianti sportivi di Campo Imperatore.
 Provincia dell'Aquila 
1934
- Fonte Cerreto, frazione dell'Aquila.

 Provincia di Chieti 
1939-1940
- Celdit, Villaggio operaio presso Chieti.
- San Salvo Marina, frazione di San Salvo.

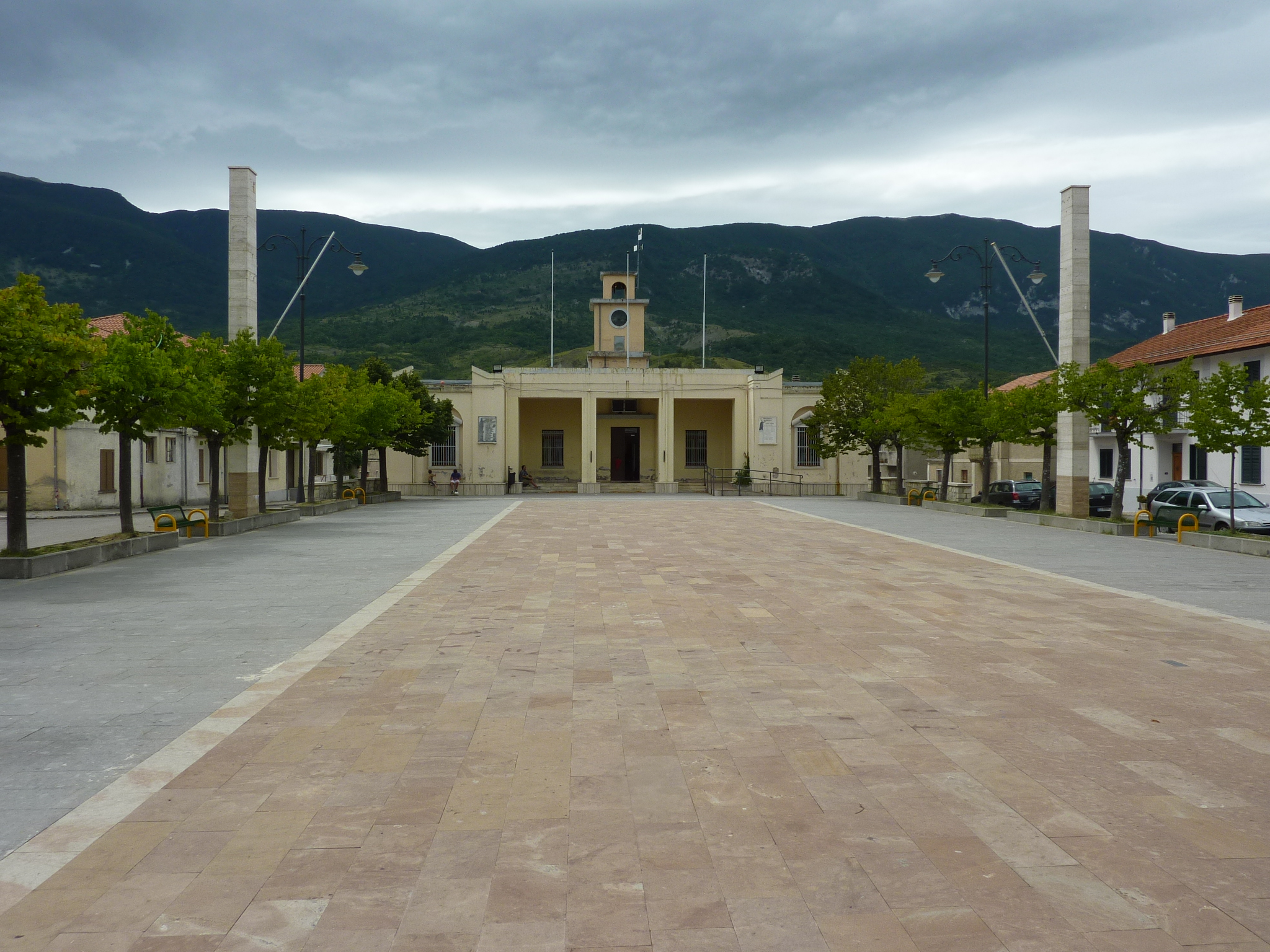
Piazza principale e municipio di Salle

 Provincia di Pescara 
1933
- Salle del Littorio

### Molise
Provincia di Campobasso
1922-1929
- Nuova Cliternia, frazione di Campomarino, al confine con la Puglia.
- Castellino Nuovo oggi frazione di Castellino del Biferno. Il nuovo insediamento è stato costruito con lo scopo di spostare il vecchio comune, soggetto a forte rischio idrogeologico, in un'altura più sicura, situata vicino al comune di Petrella Tifernina.

### Campania
Provincia di Napoli 
1924-1925
- Rione Luzzatti, rione di Napoli.
- Traccia, rione di Napoli.

1927
- Ponte Riccio, frazione di Giugliano in Campania.

1928
- Albanova, ex comune della provincia di Napoli, odierne Casal di Principe e San Cipriano d'Aversa, (CE).

1929
- Fertilia, ex comune della provincia di Napoli, odierne Casaluce e Teverola (CE).

1939-1943
- Licola, frazione di Giugliano in Campania.

1940-1943
- Borgo Maddalena, frazione di Grumo Nevano.

 Provincia di Benevento 
1936-1937
- Rione Libertà, quartiere di Benevento, sorto con il nome di "Rione Costanzo Ciano" e battezzato "Rione Libertà" a partire dal 1945.

 Provincia di Caserta 
1938-1943
- Borgo Centore, frazione di Cellole.

1939-1943
- Borgo Rurale Appio, frazione di Grazzanise.

1939-1956
- Borgo Domizio, frazione di Castel Volturno.

### Puglia
All'interno degli interventi di bonifica integrale durante gli anni trenta, concentrati in particolare in Capitanata, oltre a numerosi nuclei agricoli minori fu prevista la realizzazione di due centri abitati (Segezia (1939-1942) e Incoronata) che tuttavia ebbero scarso sviluppo a causa dell'imminente entrata in guerra. Segezia pianificata da Concezio Petrucci che già era stato progettista di Aprilia e Pomezia, è oggi una frazione del comune di Foggia. Per tutti gli anni trenta il regime progettò un'ampia bonifica integrale della Capitanata che migliorasse la situazione di un territorio caratterizzato da zone basse e malariche, latifondi malamente coltivati a frumento, una grande massa di braccianti disoccupati che avevano dato vita a movimenti di lotta per la terra. Gli interventi poterono essere attuati solo a partire dal 1938 e compresero la realizzazione di strade ed altre infrastrutture, l'appoderamento di circa 40.000 ha da assegnare a mezzadri, la realizzazione di due nuovi centri abitati (Segezia e Incoronata) ed altri borghi minori tra cui Borgo Giardinetto (presso Troia), Borgo Cervaro, Loconia (Canosa di Puglia), Borgo Mezzanone (Manfredonia) e Tavernola (presso Foggia). Altri insediamenti sorsero anche fuori dal Tavoliere.
 Provincia di Foggia 
1934-1935
- Borgo Mezzanone, frazione di Manfredonia

1938-1939
- Marina di Siponto, frazione di Manfredonia

1939-1940
- Segezia, frazione di Foggia

 Provincia di Lecce 
1920-1930
- Borgo Cardigliano, frazione di Specchia[44]

1939
- Borgo Grappa (1939-1943), oggi Frigole, frazione di Lecce
- Borgo Piave, omonimo del borgo pontino, frazione di Lecce

 Provincia di Taranto 
1938-1939
- Borgo Perrone, villaggio di bonifica in località Acque Alte, frazione di Castellaneta[senza fonte]
- Ginosa Marina, frazione di Ginosa
- Conca d'Oro, frazione di Palagiano

### Basilicata
- In Basilicata vennero realizzate, nei pressi di Pisticci di cui oggi sono frazioni, due colonie confinarie per dissidenti politici: il Centro Colonico Villaggio Marconi (oggi Centro Agricolo) e Bosco Salice, l'attuale Marconia.

Provincia di Matera
1927
- Venusio, comune di Matera

1932
- Policoro, ricostruito su preesistenza e già frazione di Montalbano Jonico
- Scanzano Jonico, centro della Bonifica del Metaponto e già frazione di Montalbano Jonico

1938-1940
- Centro Colonico Villaggio Marconi, oggi Centro Agricolo, frazione di Pisticci
- 1938 - 14 aprile 1940 (inaugurazione): Bosco Salice, attuale Marconia, frazione di Pisticci [45]

### Calabria
Provincia di Catanzaro 
1931
- Sant'Eufemia Lamezia, oggi quartiere di Lamezia Terme
- San Pietro Lametino, frazione di Lamezia Terme
- Curinga Scalo, frazione di Curinga[senza fonte]

 Provincia di Cosenza 
1927-1930
- Villaggio Frasso, centro della Bonifica di Sibari, frazione di Corigliano Calabro[senza fonte]
- Villapiana Scalo, centro della Bonifica di Sibari, frazione di Villapiana[senza fonte]
- Sibari, centro della Bonifica di Sibari, frazione di Cassano all'Ionio
- Thurio, centro della Bonifica di Sibari, frazione di Corigliano Calabro[senza fonte]
- Cantinella, centro della Bonifica di Sibari, frazione di Corigliano Calabro[senza fonte]1931
- Villaggio Piana di Sibari 1, comune di Cassano all'Ionio[senza fonte]
- Villaggio Piana di Sibari 2, comune di Cassano all'Ionio[senza fonte]
- Villaggio Piana di Sibari 3, comune di Cassano all'Ionio[senza fonte]

### Sicilia

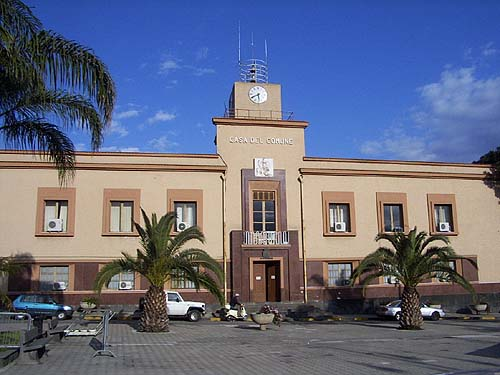
La Casa del Comune di Mascali

Una delle più importanti imprese del regime in Sicilia fu certamente la ricostruzione della città di Mascali (CT), interamente distrutta dall'eruzione dell'Etna del 1928. Il Governo, su impulso dello stesso Mussolini, diede inizio ai lavori di ricostruzione immediatamente dopo la catastrofica calamità naturale, decidendo di spostare la nuova città più a valle, a ridosso della strada statale che collega Messina a Catania, e a metà strada tra i Comuni di Giarre e Fiumefreddo di Sicilia.
Per il resto, la pianificazione di nuovi insediamenti in Sicilia avvenne in due fasi. La prima a cavallo degli anni venti e trenta, nell'ambito delle campagne di bonifica di aree incolte e malsane, dopo la legge n. 3134 del 1928 “Provvedimenti per la bonifica integrale” con la fondazione di diversi villaggi operai di bonifica. Due villaggi agricoli furono dovuti all'iniziativa privata (Villaggio Santa Rita e Libertinia). La seconda, intorno al 1939 a seguito dell'"assalto al latifondo" che portò alla legge 2/1/1940 di riforma agraria, alla nascita dell'ECLS ( Ente di Colonizzazione del Latifondo Siciliano), ed alla fondazione di una quindicina di borghi agricoli di servizi in aree desolate dell'isola.
Nessuno di questi insediamenti ebbe carattere di centro urbano, anche se alcuni di essi furono in seguito riconvertiti ad insediamenti abitativi o agricoli come Borgo Sferro (1927) e Pergusa (1935) che attualmente è il centro che ha avuto il maggior sviluppo demografico. Molti insediamenti, invece, sono stati abbandonati ed in stato di rudere.
Un insediamento che potenzialmente aveva caratteri d'insediamento urbano era Mussolinia di Sicilia, fondata con l'intervento dello stesso duce ma mai completato a seguito di vicende grottesche che hanno sollevato l'interesse di narratori come Sciascia e Camilleri.

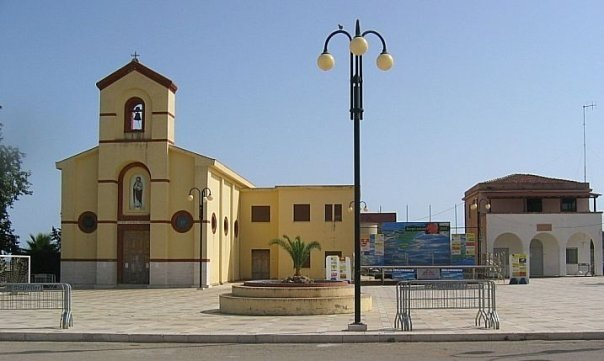
Borgo Bonsignore, in Sicilia, negli anni 2000.

Una decina di nuovi borghi accolsero gli operai occupati nelle opere di bonifica ed erano destinati, in seguito, a divenire nuovi insediamenti abitativi o agricoli (Sferro, 1927), anche se non sempre il processo di riconversione fu attuato (Borgo Recalmigi, oggi abbandonato, nei pressi di Castronovo di Sicilia). Il più conosciuto di tali centri è Pergusa (1935), sorto per la bonifica delle zone umide intorno al lago di Pergusa. Altri siti di bonifica furono il lago di Lentini (Villaggio Bardara) e le aree umide intorno a Siracusa.
Due interessanti interventi dello stesso periodo furono realizzati da privati nell'ambito degli incentivi economici offerti per l'appoderamento mezzadrile dei latifondi: Villaggio Santa Rita e Libertinia realizzata tra il 1922 e il 1936 nelle campagne di Ramacca.
Intorno al 1939 la fondazione di una quindicina di borghi, alcuni molto piccoli, destinati a diventare centri di servizi del futuro appoderamento delle aree incolte circostanti, secondo un modello consueto. I borghi, più o meno grandi, furono costruiti in aree sperdute e desolate e comprendevano alcuni edifici pubblici come la scuola rurale, la chiesa, l'infermeria ed altri ancora, e vennero progettati da giovani progettisti con intenti pienamente funzionalisti. Realizzati intorno al 1940 furono Borgo Lupo (Mineo), Borgo Giuliano (San Teodoro), Borgo Portella della Croce (Tra Prizzi e Vicari), Borgo Petilia (Caltanissetta), Borgo Giacomo Schirò (Monreale), Borgo Vicaretto (Castellana Sicula), Borgo Baccarato (Aidone), Borgo Antonio Cascino (Enna), Borgo Domenico Borzellino (Monreale), Borgo Antonio Bonsignore (Ribera).
L'operazione cessò per molte cause, oltre ovviamente allo scoppio della guerra: la carenza di infrastrutture, la scarsa disponibilità dei contadini a lasciare i centri abitati di origine, la mancanza di terreni da appoderare, non avendo proceduto ad alcun esproprio. Infatti gli unici terreni espropriati furono di proprietà inglese, nella ducea di Nelson tra Maniace e Bronte dove fu fondato il Borgo Caracciolo, oggi abbandonato. Alcuni borghi non vennero mai utilizzati ed attualmente risultano praticamente tutti in stato di abbandono ed alcuni, anche pregevoli come architettura, ormai ruderi (Borgo Lupo, Borgo Schirò).
Altri borghi vennero realizzati da altri enti e soggetti locali.
Un caso a parte fu Mussolinia di Sicilia, oggi Santo Pietro frazione del comune di Caltagirone, un progetto ampiamente pubblicizzato (Mussolini pose la prima pietra) e mai completato a seguito di vicende grottesche che hanno sollevato l'interesse di narratori come Sciascia e Camilleri.

### Sardegna
In Sardegna le città di fondazione sono sostanzialmente tre, sorte per motivi diversi tra di loro.
- Arborea, originariamente Mussolinia di Sardegna, fu il centro di una vasta area di bonifica non lontano da Oristano ed una delle prime significative realizzazioni di nuova fondazione. La struttura urbana era a maglie ortogonali.[49] Vi si insediarono quattromila abitanti provenienti da varie parti d'Italia (in particolare dall'Italia nord-orientale), nel centro abitato, negli insediamenti sparsi e nei centri di servizi sorti nell'area di bonifica (Linnas, Pompongias, Sassu, S'Ungroni, Tanca Marchese, Torrevecchia).
- Fertilia (ed il vicino Villaggio di Giurato) sorse ai margini della bonifica della Nurra, a poca distanza da Alghero, costruito dall'Ente di colonizzazione Ferrarese e fa capo ad un centinaio di case coloniche. Il suo sviluppo fu dovuto comunque al vicino aeroporto.
- Carbonia (e le sue frazioni Bacu Abis e Cortoghiana) invece nacque, nel 1938, come città mineraria, nel Sulcis.

Non mancarono altri piccoli centri d'insediamento agricolo in un vasto programma d'investimenti infrastrutturali che ebbe come oggetto l'isola.
 Città metropolitana di Cagliari 
1922-1928
- Santa Gilla, o "Villaggio dei Pescatori La Plaia" o di Giorgino, Cagliari

 Provincia di Oristano 
1928-1935
- 29 ottobre 1928 - 1935: Villaggio Mussolinia di Sardegna, già Alabirdis, oggi Arborea
- Linnas: frazione di Mussolinia di Sardegna, oggi Arborea
- Luri: frazione di Mussolinia di Sardegna, oggi Arborea
- Pompongias: frazione di Mussolinia di Sardegna, oggi Arborea
- Sassu (Centro Uno, Centro Due, Centro Tre): frazioni di Mussolinia di Sardegna, oggi Arborea
- S'Ungroni: frazione di Mussolinia di Sardegna, oggi Arborea
- Tanca Marchese: frazione di Terralba
- Torrevecchia: frazione di Mussolinia di Sardegna, oggi Arborea

 Provincia di Sassari 
1934-1943
- Villaggio Calik o Villaggio Calich, frazione di Alghero

1936-1943
- 8 marzo 1936 - 1943: Fertilia, frazione di Alghero, sede dell'omonimo aeroporto
- Tramariglio, frazione di Alghero
- Campo Giavesu, frazione di Giave

 Provincia del Sud Sardegna 
1928-1935
- San Priamo, Villaggio Giurati - frazione di San Vito
- Bacu Abis: nuovo villaggio carbonifero (rifondato e ripopolato), frazione di Carbonia

1937-1938
- 9 giugno 1937 (fondazione) - 18 dicembre 1938 (inaugurazione): Carbonia, città già carbonifera e capoluogo di provincia
- Cortoghiana - frazione già carbonifera di Carbonia;

1936-1943
- Strovina, frazione di Sanluri

### Istria e Dalmazia
Ex provincia di Pola 
1922
- Piana d’Arsa o Cepich (in croato: Polje Čepić o Čepić), frazione di Chersano, ora in Croazia.

1936-1937
- 21 aprile 1936 (fondazione) - 4 novembre 1937 (inaugurazione): Arsia (in croato Raša), ora in Croazia. Fondata il 27 ottobre 1936 su una palude prosciugata dell'Arsa, che dà il nome all'omonimo bacino carbonifero.
- Pozzo Littorio d'Arsia, oggi Piedalbona (in croato Podlabin), villaggio minerario già carbonifero, prima frazione di Arsia poi sobborgo di Albona, si trova ai piedi della collina del centro storico albonese; ora in Croazia.
- Levade (in croato: Livade) è una frazione di Portole, nella Regione istriana, ora in Croazia.
- Sottopedena (in croato: Podpićan), frazione di Chersano, ora in Croazia.

 Ex provincia di Zara 
- Uble, isola di Lagosta[50] Fondata inizialmente col nome di Villaggio Luigi Razza nella località ove anticamente sorgeva l'omonima cittadina romana.[51].

1936
- 27 ottobre 1936 Luigi Razza, villaggio per pescatori zona di Porto Lago o Ubli (in croato Uble), nell'isola di Lagosta, ora in Croazia.

## Altre regioni
Nelle altre regioni la fondazione di nuovi insediamenti urbani fu abbastanza episodica e non portò mai alla nascita di nuove realtà urbane ma di piccoli borghi o frazioni.

## Nuovi insediamenti nelle colonie

### Dodecaneso (Grecia) (1912-1947)
Le isole italiane dell'Egeo (conosciute anche come Dodecaneso) erano un gruppo di dodici isole greche situate di fronte alla costa turca. Il Dodecaneso è appartenuto al Regno d'Italia e per un breve periodo anche alla Repubblica Italiana. L'occupazione effettiva dell'arcipelago da parte dell'Italia ebbe termine nel settembre del 1943. Nell'arcipelago del Dodecaneso, furono eseguiti numerosi interventi architettonici ed urbanistici sia nell'Isola di Rodi sia in quella di Coo e nelle altre isole vicine. Il più importante nuovo insediamento fu la cittadina di Portolago, nell'isola di Leros, con il carattere di cittadina militare a servizio di un aeroporto e una base navale che facevano dell'isola il centro della difesa militare nell'Egeo; in pratica accoglieva gli avieri con le loro famiglie. L'insediamento che prende il nome dal governatore Mario Lago, fu progettato secondo i canoni del Razionalismo Italiano. Alcuni considerano questa piccola città, riscoperta solo di recente, come una delle migliori opere urbanistiche ed architettoniche del periodo fascista e del Movimento Moderno in architettura. Altri insediamenti di tipo agricolo furono realizzati da privati sulle isole di Coo e Rodi, tra cui il villaggio di Peveragno Rodio.
1928-1933
- Coo o Cos (in greco: Κως, Kōs), nell'Isola di Coo

1933
- Pigadia (in greco: Πηγάδια), nell'Isola di Scarpanto

1933-1934
- Portolago, oggi Lakki (in greco: Λακκι), nell'Isola di Lero o Leros

1935-1936
- Campochiaro, oggi Eléusa o Eleussa (in greco: Ελεούσα), villaggio rurale nel comune di Camiro o Kameiros, o Kamiros (in greco: Κάμειρος), nell'Isola di Rodi

1936
- San Marco di Cattavia, oggi Cattavia (in greco: Κατταβία, Kattavia), villaggio rurale nel comune di Rodi Sud o Gennadi (in greco: Νότια Ρόδος - Nótia Ródos, Γεννάδι, Ghennadi), nell'Isola di Rodi
- Torre in Lambi o Lambi di Coo, (in greco: Λάμπης, Lambi), villaggio rurale nel comune di Coo, nell'Isola di Coo
- Anguillara di Coo dal 1939 denominato Vittorio Egeo, oggi Linopoti (in greco: Λινοπότης, Linopotis), villaggio rurale nel comune di Dicheo (in greco: Δίκαιος, Dikaios), nell'Isola di Coo

1936-1938
- San Benedetto Colimbi o San Benedetto Corimbi, oggi Kolymbia (in greco: Κολύμπια), villaggio rurale nel comune di Afando (in greco: Αφάντου, Afantou), nell'Isola di Rodi

### Libia (1911-1947)

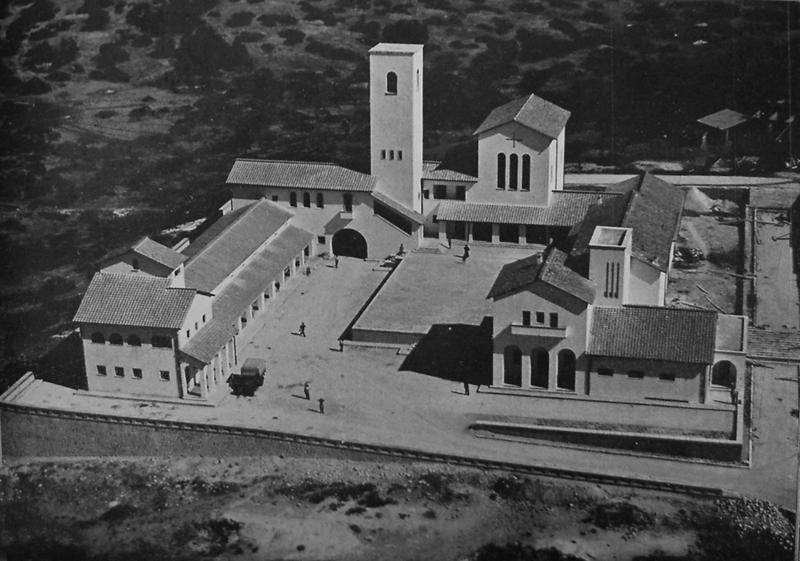
Il villaggio "D'Annunzio" in Libia

Dopo una breve guerra contro l'Impero ottomano nel 1911, l'Italia acquisì il controllo della Tripolitania e della Cirenaica, ottenendo il riconoscimento internazionale a seguito degli accordi del Trattato di Losanna. Le mire italiane sulla Libia, vennero appoggiate dalla Francia, che vedeva di buon occhio l'occupazione di quel territorio in funzione anti-britannica. Con il fascismo, alla Libia venne attribuito l'appellativo di quarta sponda negli anni trenta, dopo che negli anni venti vi fu una sanguinosa pacificazione della colonia ad opera di Rodolfo Graziani. Nel 1934, Tripolitania e Cirenaica vennero riunite per formare la colonia di Libia, nome utilizzato 1.500 anni prima da Diocleziano per indicare quei territori. Il governatore Italo Balbo avviò un piano di colonizzazione che portò decine di migliaia di Italiani in Libia, con un conseguente enorme sviluppo socio-economico della Libia. In Libia, dopo un pluriennale processo di demanializzazione delle aree fertili vicino alla costa, mediante espropri e acquisti, fu deciso, intorno al 1931, una decisa accelerazione dell'intervento colonizzazione agraria che doveva portare ad insediare 500.000 coloni in vent'anni e già verso la fine del 1931, si insediarono in Tripolitania circa 5.000 coloni. Tuttavia l'impulso decisivo si ebbe nel 1934 con la nomina a Governatore della Libia di Italo Balbo che fece costruire la nuova strada Litoranea Libica, spina dorsale della presenza italiana e del nuovo insediamento demografico che portò alla creazione di numerosi centri abitati, soprattutto in Cirenaica. Così nel 1938 arrivarono circa 15.000 coloni, e oltre 10.000 nel 1939.
Tra il 1933 ed il 1934 furono realizzati in Cirenaica i seguenti villaggi agricoli fondati nel 1933:
- Villaggio Beda Littoria provincia di Bengasi, Cirenaica
- Villaggio Luigi di Savoia provincia di Bengasi, Cirenaica
- Villaggio Primavera in seguito denominato Luigi Razza provincia di Bengasi, Cirenaica
- Villaggio Giovanni Berta provincia di Bengasi, Cirenaica

1936
- Villaggio Maddalena (provincia di Bengasi, Cirenaica

1937-1938
- Villaggio Bianchi o Michele Bianchi provincia di Tripoli, Tripolitania

Tra il 1938 ed il 1939 sorsero diversi villaggi I villaggi "Sauro", e "Borgo Torelli", rimasero allo stadio di progetto in quanto il contingente di coloni previsto per il 1940 non partì mai per la Libia. I seguenti villaggi furono intitolati a eroi, a storici o a personalità del regime.
1938
- Villaggio Baracca (provincia di Bengasi, Cirenaica)
- Villaggio Battisti (provincia di Bengasi, Cirenaica)
- Villaggio Breviglieri (provincia di Tripoli, Tripolitania)
- Villaggio D'Annunzio (provincia di Bengasi, Cirenaica)
- Villaggio Castel Benito[60], oggi Ben Gascir o Ben Ghashir, provincia di Tripoli, Tripolitania
- Villaggio Garabulli o Castelverde[61], oggi Gasr Garabulli, provincia di Tripoli, Tripolitania
- Aro[62]
- Littorio[62]
- Villaggio Giordani provincia di Tripoli, Tripolitania
- Villaggio Mameli provincia di Bengasi, Cirenaica
- Villaggio Oberdan provincia di Bengasi, Cirenaica
- Villaggio Filzi provincia di Bengasi, Cirenaica
- Villaggio Sauro provincia di Bengasi, Cirenaica
- Villaggio Ivo Oliveti o Villaggio Oliveti,[63]provincia di Tripoli, Tripolitania
- Villaggio musulmano Chadra o Verde provincia di Bengasi, Cirenaica
- Villaggio musulmano El Fager o Al Fajr o Alba provincia di Bengasi, Cirenaica
- Villaggio musulmano Gedida o Jadida o Nuova (provincia di Bengasi, Cirenaica
- Villaggio musulmano Mansura o Vittoriosa provincia di Bengasi, Cirenaica
- Villaggio musulmano Nahiba o Risorta (provincia di Bengasi, Cirenaica
- Villaggio musulmano Zahra o Fiorita provincia di Bengasi, Cirenaica
- Villaggio musulmano Mahamura o Mamura o Fiorente provincia di Tripoli, Tripolitania
- Villaggio musulmano Nahima o Naima o Deliziosa provincia di Tripoli, Tripolitania

1938-1939
- Villaggio Micca provincia di Tripoli, Tripolitania
- Villaggio Crispi provincia di Misurata, Tripolitania
- Villaggio Gioda provincia di Misurata, Tripolitania
- Villaggio Garibaldi provincia di Misurata, Tripolitania
- Villaggio Marconi provincia di Misurata, Tripolitania
- Villaggio Tazzoli provincia di Tripoli, Tripolitania
- Villaggio Borgo Torelli provincia di Bengasi, Cirenaica

1939
- Villaggio Corradini (provincia di Misurata, Tripolitania
- Villaggio Littoriano (provincia di Misurata, Tripolitania

Gli enti attuatori furono principalmente l'I.N. F. P. S. (Istituto Nazionale Fascista per la Previdenza Sociale), e l'E.C.L. (Ente di Colonizzazione della Libia), anche se non mancarono insediamenti di vario tipo da parte di imprenditori privati, fin dagli anni venti ("El Guarscià", "El Merg", "Tigrinna").
Gli insediamenti erano costituiti da un centro di servizio, organizzato intorno ad una piazza, generalmente aperta su un lato, intorno alla quale venivano eretti gli edifici pubblici (chiesa, casa del fascio, municipio, spaccio, uffici dell'ente di colonizzazione, locanda). Gli edifici colonici unifamiliari o bifamiliari, ad un solo piano, posti direttamente sui singoli appezzamenti assegnati. La finalità dell'operazione, conforme all'ideologia "rurale" che caratterizzava una parte del movimento fascista, era la creazione della piccola proprietà contadina; lo Stato forniva i mezzi necessari alle famiglie, che avrebbero ripagato gli anticipi ricevuti, riscattando nel tempo la casa e la terra.
La maggior parte dei progetti dei villaggi di colonizzazione realizzati furono eseguiti da Florestano Di Fausto, Umberto Di Segni e Giovanni Pellegrini, che, pur con qualche diversità, utilizzarono un linguaggio razionalista declinato in senso mediterraneo, ispirato all'architettura spontanea (volumi semplici, portici, terrazze, scale esterne) oppure con accenti vernacolari padani come nel villaggio "D'Annunzio".
Tra il 1938 e il 1939, si estese l'iniziativa anche alla popolazione locale per ovviare ai problemi causati dalla demanializzazione forzata ed alla concentrazione di sfollati a seguito delle operazioni di repressione dei ribelli. L'iniziativa non ebbe successo a causa dell'inizio della guerra, della tendenza alla pastorizia delle popolazioni e della scarsa produttività dei suoli.
Furono realizzati, con caratteristiche analoghe ai precedenti, "El Fager" (al Fajr, "Alba"), "Zahara" (Zahra, "Fiorita") e "Mamhura" (Fiorente), gli unici effettivamente utilizzati, "Gedida" (Jadida, "Nuova"), "Nahima" (Deliziosa)
Numerosi furono i nuovi insediamenti in Libia, ma tutti secondo il modello, già utilizzato nella madrepatria, di centro di servizi per la colonizzazione agricola, messa in atto con una politica di demanializzazione forzata, nelle aree vicino alla costa, organizzate lungo la nuova strada litoranea. La colonizzazione portata avanti dall'I. N. F. P. S. (Istituto Nazionale Fascista per la Previdenza Sociale), e dall'E.C.L. (Ente di Colonizzazione della Libia), vide arrivare in Libia almeno 25.000 italiani, insediati in poderi agricoli a mezzadria che facevano capo ad un centro di servizi, organizzato intorno ad una piazza, generalmente aperta su un lato, intorno alla quale venivano eretti gli edifici pubblici (chiesa, casa del fascio, municipio, spaccio, uffici dell'ente di colonizzazione, locanda.
Tra il 1933 ed il 1934 e tra il 1938 ed il 1939 furono realizzate alcune decine di questi insediamenti, nessuno con caratteri urbani. Si estese l'iniziativa anche alla popolazione locale con villaggi a loro destinati.

### Eritrea (1882-1947)
L'Eritrea o Colonia eritrea fu la prima colonia del Regno d'Italia in Africa. La Colonia primogenita, come era anche chiamata, aveva gli stessi confini dell'attuale Eritrea.
1920-1930
- Massaua, ricostruita dopo il terremoto del 1921, commissariato di Massaua
- Decamerè, costruita nel 1935 come importante centro stradale ed industriale
- Tessenei, costruita nel 1924 quale centro di colonizzazione di un vasto comprensorio irrigua sul fiume Gasc

### Somalia italiana (1890-1947)
La prima colonia italiana fu stabilita nel sud della Somalia tra il 1889 e il 1890, inizialmente come protettorato. Nel giugno 1925 la sfera di influenza italiana venne estesa fino ai territori dell'Oltregiuba e alle Isole Giuba, fino ad allora parte del Kenya inglese e cedute come ricompensa per l'entrata in guerra a fianco degli Alleati durante la prima guerra mondiale. Negli anni venti e trenta si ebbe l'insediamento di numerosi coloni italiani a Mogadiscio e nelle aree agricole come Villabruzzi, con notevole sviluppo della colonia. Dopo l'entrata dell'Italia nella seconda guerra mondiale (10 giugno 1940), nell'agosto 1940 le truppe italiane occuparono la Somalia britannica (Somaliland), che fu amministrativamente incorporata nella Somalia italiana. Nei primi mesi del 1941 le truppe inglesi occuparono tutta la Somalia italiana e riconquistarono anche il Somaliland. Dopo l'invasione da parte delle truppe alleate nella seconda guerra mondiale la Somalia Italiana fu consegnata all'Italia in amministrazione fiduciaria decennale nel 1950.
- Villaggio Duca degli Abruzzi, più semplicemente Villabruzzi fondato nel 1920 e successivi anni quale centro di una vasta area di colonizzazione lungo il fiume Uebi Scebeli
- Vittorio d'Africa, fondato nel 1924 quale centro di colonizzazione del comprensorio di Genale

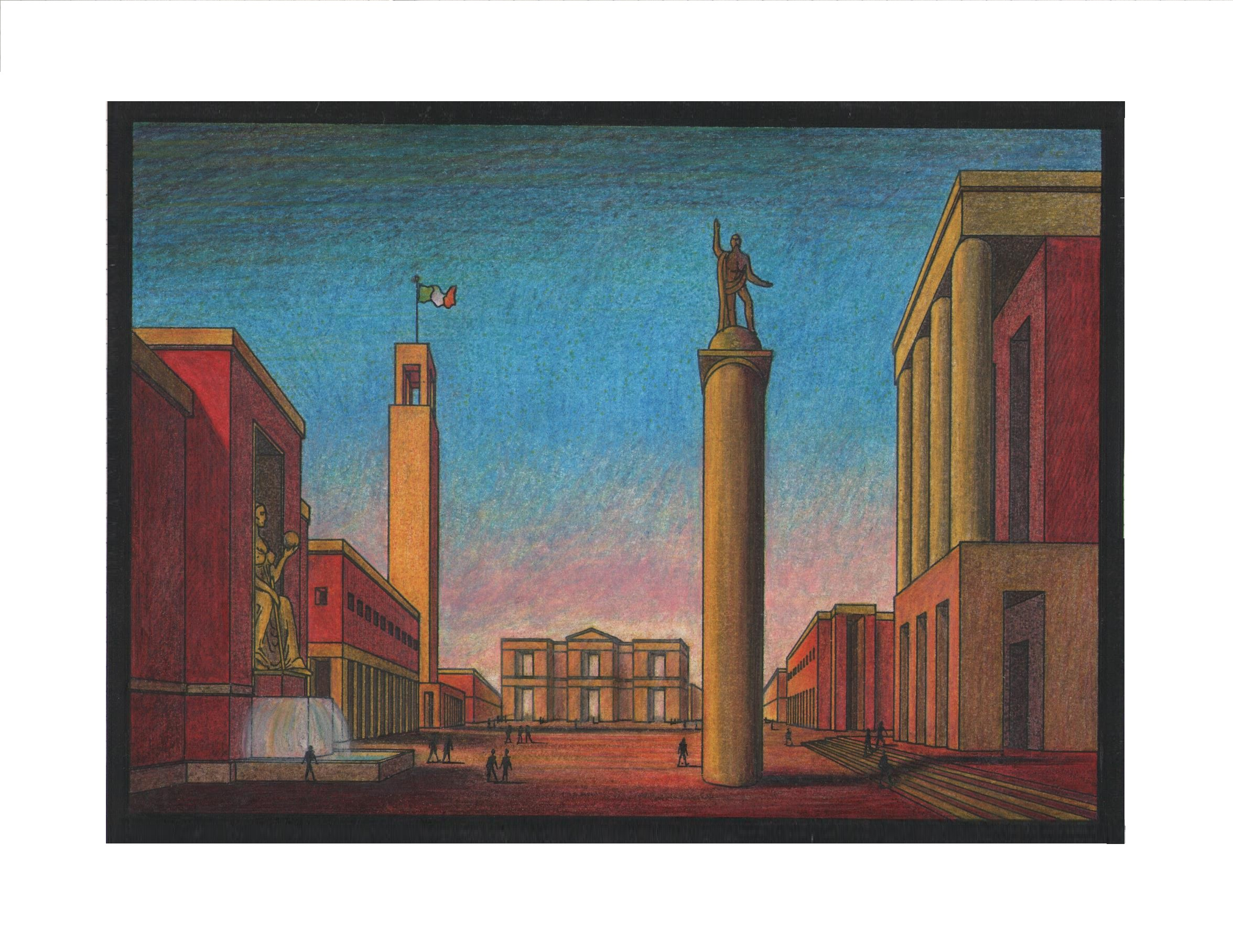
Arnaldo Dell'Ira, "Piazza d'Italia". 1934.

### Poetica della Pittura metafisica e architettura
Tra le due guerre in Italia si ebbero numerose volgarizzazioni architettoniche della poetica metafisica delle "Piazze d'Italia", la cui atmosfera atemporale appariva congeniale alle esigenze propagandistiche dell'epoca. Piazze di sapore metafisico furono costruite nei centri storici, come a Brescia o a Varese, oppure in città di nuova fondazione, come quelle dell'Agro Pontino (Sabaudia, Aprilia) o quelle costruite nelle colonie italiane in Africa, per culminare nello spettacolare impianto rimasto incompiuto dell'E42, al tempo stesso operazione urbanistica, manifesto estetico e progetto politico di respiro "imperiale".

### Documentari
- CITTA' NUOVE, Antonio Carbone, Enzo Antonio Cicchino, La grande storia, 2018.